# ATP Challenger Marrakesch-2
Der ATP Challenger Marrakesch (offiziell: Marrakesh Challenger) war ein Tennisturnier, das von 1984 bis 1988 jährlich in Marrakesch, Marokko, stattfand. Es gehörte zur ATP Challenger Tour und wurde im Freien auf Sand gespielt. Tarik Benhabiles ist mit je einem Titel im Einzel und Doppel einziger mehrfacher Turniersieger.

## Liste der Sieger

### Einzel
| Jahr | Sieger            | Finalgegner      | Ergebnis      |
| ---- | ----------------- | ---------------- | ------------- |
| 1988 | Franco Davín      | Jordi Arrese     | 6:3, 2:6, 6:4 |
| 1987 | Tarik Benhabiles  | Francisco Yunis  | 6:2, 7:5      |
| 1986 | David de Miguel   | Thierry Champion | 6:2, 6:3      |
| 1985 | Ronald Agénor     | Ricki Osterthun  | 2:6, 6:3, 6:4 |
| 1984 | Hans Gildemeister | Chuck Willenborg | 6:7, 6:2, 6:1 |

### Doppel
| Jahr | Sieger                              | Finalgegner                   | Ergebnis      |
| ---- | ----------------------------------- | ----------------------------- | ------------- |
| 1988 | Christer Allgårdh Conny Falk        | Lawson Duncan Hans Schwaier   | 6:3, 6:2      |
| 1987 | Tarik Benhabiles Carlos di Laura    | Jim Pugh Magnus Tideman       | 4:6, 6:3, 6:4 |
| 1986 | Paolo Canè Claudio Mezzadri         | Jordi Arrese Jorge Bardou     | 0:6, 6:1, 6:4 |
| 1985 | Sergio Casal Emilio Sánchez Vicario | Ulf Fischer Goran Prpić       | 4:6, 6:3, 6:1 |
| 1984 | Terry Moor Blaine Willenborg        | Jeremy Bates Michiel Schapers | 6:4, 6:7, 9:7 |